# Eleições municipais nas Filipinas em 2007
As eleições municipais de 2007 nas Filipinas realizam-se no dia 14 de Maio, o mesmo dia em que se realizam as Eleições Legislativas, para o Senado e Casa dos representantes.
Nestas eleições estão recenseados cerca de 45.500.000 filipinos que elegerão representantes para 17.000 cargos entre cerca de 87.000 candidatos.
Serão eleitos representantes para vários cargos locais, nomeadamente:
- 81 governadores
- 81 vice-governadores
- Assentos para Conselhos Provinciais
- 118 presidentes de Câmara de grandes cidades
- 118 vice-presidentes de Câmara de grandes cidades
- Assentos para Assembleias Municipais.

## Resultados
O apuramento dos resultados estende-se por várias semanas, prevendo-se a existência de vários problemas relacionados com fraude